# Élections départementales de 2015 en Loir-et-Cher
Les élections départementales ont lieu les 22 et 29 mars 2015.

## Contexte départemental

### Assemblée départementale sortante
Avant les élections, le conseil général de Loir-et-Cher est présidé par Maurice Leroy (Union des démocrates et indépendants). Il comprend 30 conseillers généraux issus des 30 cantons de Loir-et-Cher. Après le redécoupage cantonal de 2014, ce sont 30 conseillers départementaux qui seront élus au sein des 15 nouveaux cantons de Loir-et-Cher.
| Parti                                | Sigle | Sigle | Élus |
| ------------------------------------ | ----- | ----- | ---- |
| Majorité (19 sièges)                 |       |       |      |
| Union des démocrates et indépendants |       | UDI   | 10   |
| Union pour un mouvement populaire    |       | UMP   | 4    |
| Divers droite                        |       | DVD   | 4    |
| Mouvement démocrate                  |       | MoDem | 1    |
| Opposition (11 sièges)               |       |       |      |
| Parti socialiste                     |       | PS    | 8    |
| Divers gauche                        |       | DVG   | 3    |
| Président du conseil général         |       |       |      |
| Maurice Leroy (UDI)                  |       |       |      |

### Assemblée départementale élue
| Parti                                | Sigle | Sigle | Élus |
| ------------------------------------ | ----- | ----- | ---- |
| Majorité (22 sièges)                 |       |       |      |
| Union des démocrates et indépendants |       | UDI   | 8    |
| Union pour un mouvement populaire    |       | UMP   | 8    |
| Mouvement démocrate                  |       | MoDem | 3    |
| Divers droite                        |       | DVD   | 2    |
| Parti chrétien-démocrate             |       | PCD   | 1    |
| Opposition (8 sièges)                |       |       |      |
| Parti socialiste                     |       | PS    | 8    |
| Président du conseil départemental   |       |       |      |
| Maurice Leroy (UDI)                  |       |       |      |

## Résultats à l'échelle du département

### Résultats par nuances du ministère de l'Intérieur
Les nuances utilisées par le ministère de l'Intérieur ne tiennent pas compte des alliances locales.
| Binômes     | Binômes            | Premier tour | Premier tour | Second tour | Second tour | Sièges |
| Binômes     | Binômes            | Voix         | %            | Voix        | %           | Sièges |
| ----------- | ------------------ | ------------ | ------------ | ----------- | ----------- | ------ |
|             | Union de la droite | 31 421       | 25,27        | 29 518      | 28,09       | 16     |
|             | UMP                | 7 111        | 5,72         | 7 289       | 6,94        | 2      |
|             | DVD                | 7 035        | 5,66         | 7 305       | 6,95        | 0      |
|             | UDI                | 4 255        | 3,42         | 3 400       | 3,24        | 2      |
|             | MoDem              | 2 971        | 2,39         | 5 559       | 5,29        | 2      |
|             | DLF                | 225          | 0,18         |             |             |        |
| Droite      | Droite             | 53 018       | 42,64        | 53 071      | 50,51       | 22     |
|             |                    |              |              |             |             |        |
|             | PS                 | 13 838       | 11,13        | 10 303      | 9,81        | 4      |
|             | PCF                | 7 849        | 6,31         |             |             |        |
|             | DVG                | 7 481        | 6,02         | 9 782       | 9,31        | 2      |
|             | Union de la gauche | 3 283        | 2,64         | 4 228       | 4,02        | 2      |
|             | EÉLV               | 2 900        | 2,33         |             |             |        |
|             | FG                 | 1 505        | 1,21         |             |             |        |
| Gauche      | Gauche             | 36 856       | 29,64        | 24 313      | 23,14       | 8      |
|             |                    |              |              |             |             |        |
|             | FN                 | 34 061       | 27,39        | 27 685      | 26,35       | 0      |
|             |                    |              |              |             |             |        |
|             | Divers             | 413          | 0,33         |             |             |        |
|             |                    |              |              |             |             |        |
| Inscrits    | Inscrits           | 244 044      | 100,00       | 208 361     | 100,00      |        |
| Abstentions | Abstentions        | 113 691      | 46,59        | 94 684      | 45,44       |        |
| Votants     | Votants            | 130 353      | 53,41        | 113 677     | 54,56       |        |
| Blancs      | Blancs             | 4 208        | 3,23         | 6 294       | 5,54        |        |
| Nuls        | Nuls               | 1 797        | 1,38         | 2 314       | 2,04        |        |
| Exprimés    | Exprimés           | 124 348      | 95,39        | 105 069     | 92,43       |        |

### Résultats par canton
| Canton                    | Conseiller sortant      | Parti               | Parti       | Conseiller élu          | Parti           | Parti           |
| ------------------------- | ----------------------- | ------------------- | ----------- | ----------------------- | --------------- | --------------- |
| La Beauce                 | Canton créé             | Canton créé         | Canton créé | Claude Denis            |                 | UMP             |
| La Beauce                 | Canton créé             | Canton créé         | Canton créé | Maryse Persillard       |                 | UDI             |
| Blois-1                   | Marie-Hélène Millet     |                     | MoDem       | Geneviève Baraban       |                 | PS              |
| Blois-1                   | Marie-Hélène Millet     | Benjamin Vételé     | MoDem       |                         | PS              |                 |
| Blois-2                   | Michel Fromet           |                     | PS          | Stéphane Baudu          |                 | MoDem           |
| Blois-2                   | Michel Fromet           | Marie-Hélène Millet | PS          |                         | MoDem           |                 |
| Blois-3                   | Geneviève Baraban       |                     | PS          | Michel Fromet           |                 | PS              |
| Blois-3                   | Geneviève Baraban       | Geneviève Repinçay  | PS          |                         | PS              |                 |
| Blois-4                   | Marc Gricourt*          |                     | PS          | Canton supprimé         | Canton supprimé | Canton supprimé |
| Blois-5                   | Béatrice Amossé         |                     | PS          | Canton supprimé         | Canton supprimé | Canton supprimé |
| Bracieux                  | Gilles Clément          |                     | DVG         | Canton supprimé         | Canton supprimé | Canton supprimé |
| Chambord                  | Canton créé             | Canton créé         | Canton créé | Gilles Clément          |                 | PS              |
| Chambord                  | Canton créé             | Canton créé         | Canton créé | Patricia Hannon         |                 | PS              |
| Contres                   | Jean-Luc Brault         |                     | DVG         | Canton supprimé         | Canton supprimé | Canton supprimé |
| Droué                     | Maurice Leroy           |                     | UDI         | Canton supprimé         | Canton supprimé | Canton supprimé |
| Herbault                  | Raymonde Radlé*         |                     | PS          | Canton supprimé         | Canton supprimé | Canton supprimé |
| Lamotte-Beuvron           | Patrice Martin-Lalande* |                     | UMP         | Canton supprimé         | Canton supprimé | Canton supprimé |
| Marchenoir                | André Boissonnet*       |                     | UDI         | Canton supprimé         | Canton supprimé | Canton supprimé |
| Mennetou-sur-Cher         | Jean-Louis Marchenoir*  |                     | DVG         | Canton supprimé         | Canton supprimé | Canton supprimé |
| Mer                       | Claude Denis            |                     | UMP         | Canton supprimé         | Canton supprimé | Canton supprimé |
| Mondoubleau               | Jean Léger*             |                     | DVD         | Canton supprimé         | Canton supprimé | Canton supprimé |
| Montoire-sur-le-Loir      | Philippe Mercier*       |                     | UDI         | Claire Foucher-Maupetit |                 | DVD             |
| Montoire-sur-le-Loir      | Philippe Mercier*       | Maurice Leroy       | UDI         |                         | UDI             |                 |
| Montrichard               | Jean-Marie Janssens     |                     | UDI         | Dominique Chaumeil      |                 | PCD             |
| Montrichard               | Jean-Marie Janssens     | Jean-Marie Janssens | UDI         |                         | UDI             |                 |
| Morée                     | Bernard Pillefer        |                     | DVD         | Canton supprimé         | Canton supprimé | Canton supprimé |
| Neung-sur-Beuvron         | Claude Beaufils*        |                     | UMP         | Canton supprimé         | Canton supprimé | Canton supprimé |
| Onzain                    | Canton créé             | Canton créé         | Canton créé | Catherine Lheritier     |                 | UMP             |
| Onzain                    | Canton créé             | Canton créé         | Canton créé | Nicolas Perruchot       |                 | UMP             |
| Ouzouer-le-Marché         | Bernard Dutray*         |                     | UDI         | Canton supprimé         | Canton supprimé | Canton supprimé |
| Le Perche                 | Canton créé             | Canton créé         | Canton créé | Florence Doucet         |                 | UDI             |
| Le Perche                 | Canton créé             | Canton créé         | Canton créé | Bernard Pillefer        |                 | DVD             |
| Romorantin-Lanthenay-Nord | Tania André             |                     | PS          | Canton supprimé         | Canton supprimé | Canton supprimé |
| Romorantin-Lanthenay-Sud  | Jean-Marie Bisson*      |                     | UMP         | Canton supprimé         | Canton supprimé | Canton supprimé |
| Romorantin-Lanthenay      | Canton créé             | Canton créé         | Canton créé | Louis de Redon          |                 | MoDem           |
| Romorantin-Lanthenay      | Canton créé             | Canton créé         | Canton créé | Isabelle Hermsdorff     |                 | UMP             |
| Saint-Aignan              | Philippe Sartori        |                     | DVD         | Marie-Pierre Beau       |                 | UDI             |
| Saint-Aignan              | Philippe Sartori        | Philippe Sartori    | DVD         |                         | UDI             |                 |
| Saint-Amand-Longpré       | Serge Lepage*           |                     | UDI         | Canton supprimé         | Canton supprimé | Canton supprimé |
| Salbris                   | Agnès Thibault          |                     | UDI         | Canton supprimé         | Canton supprimé | Canton supprimé |
| Savigny-sur-Braye         | Bernard Bonhomme*       |                     | UDI         | Canton supprimé         | Canton supprimé | Canton supprimé |
| Selles-sur-Cher           | Jean-Paul Pinon         |                     | UDI         | Christina Brown         |                 | UMP             |
| Selles-sur-Cher           | Jean-Paul Pinon         | Jacques Marier      | UDI         |                         | UMP             |                 |
| Selommes                  | André Buisson*          |                     | DVD         | Canton supprimé         | Canton supprimé | Canton supprimé |
| La Sologne                | Canton créé             | Canton créé         | Canton créé | Pascal Bioulac          |                 | UMP             |
| La Sologne                | Canton créé             | Canton créé         | Canton créé | Isabelle Gasselin       |                 | UMP             |
| Vendôme-1                 | Catherine Lockhart*     |                     | PS          | Canton supprimé         | Canton supprimé | Canton supprimé |
| Vendôme-2                 | Monique Gibotteau       |                     | UDI         | Canton supprimé         | Canton supprimé | Canton supprimé |
| Vendôme                   | Canton créé             | Canton créé         | Canton créé | Pascal Brindeau         |                 | UDI             |
| Vendôme                   | Canton créé             | Canton créé         | Canton créé | Monique Gibotteau       |                 | UDI             |
| Vineuil                   | Claude Gorge*           |                     | PS          | Michel Contour          |                 | PS              |
| Vineuil                   | Claude Gorge*           | Lionella Gallard    | PS          |                         | PS              |                 |

* Conseillers généraux sortants ne se représentant pas 

## Résultats par canton

### Canton de la Beauce
| Candidats            | Candidats         | Partis      | Partis      | Premier tour | Premier tour |
| Candidats            | Candidats         | Partis      | Partis      | Voix         | %            |
| -------------------- | ----------------- | ----------- | ----------- | ------------ | ------------ |
| 1                    | Pascal Boutron    |             | FG          | 1 505        | 16,73        |
| 1                    | Françoise Ortega  |             | FG          | 1 505        | 16,73        |
| 2                    | Claude Denis*     |             | UMP         | 4 631        | 51,47        |
| 2                    | Maryse Persillard |             | UDI         | 4 631        | 51,47        |
| 3                    | Olivier Besnard   |             | FN          | 2 861        | 31,80        |
| 3                    | Sophie Boulaigre  |             | FN          | 2 861        | 31,80        |
|                      |                   |             |             |              |              |
| Inscrits             | Inscrits          | Inscrits    | Inscrits    | 17 869       | 100,00       |
| Abstentions          | Abstentions       | Abstentions | Abstentions | 8 222        | 46,01        |
| Votants              | Votants           | Votants     | Votants     | 9 647        | 53,99        |
| Blancs               | Blancs            | Blancs      | Blancs      | 415          | 4,30         |
| Nuls                 | Nuls              | Nuls        | Nuls        | 235          | 2,44         |
| Exprimés             | Exprimés          | Exprimés    | Exprimés    | 8 997        | 93,26        |
| * conseiller sortant |                   |             |             |              |              |

### Canton de Blois-1
| Candidats            | Candidats             | Partis      | Partis      | Premier tour | Premier tour | Second tour | Second tour |
| Candidats            | Candidats             | Partis      | Partis      | Voix         | %            | Voix        | %           |
| -------------------- | --------------------- | ----------- | ----------- | ------------ | ------------ | ----------- | ----------- |
| 1                    | Geneviève Baraban*    |             | PS          | 1 681        | 35,12        | 2 925       | 61,57       |
| 1                    | Benjamin Vételé       |             | PS          | 1 681        | 35,12        | 2 925       | 61,57       |
| 2                    | Philippe Bahu         |             | UMP         | 898          | 18,76        |             |             |
| 2                    | Laurence Daviau       |             | UDI         | 898          | 18,76        |             |             |
| 3                    | Françoise Beigbeder   |             | EÉLV        | 286          | 5,97         |             |             |
| 3                    | Nicolas Orgelet       |             | EÉLV        | 286          | 5,97         |             |             |
| 4                    | Michel Chassier       |             | FN          | 1 464        | 30,58        | 1 826       | 38,43       |
| 4                    | Laura Naegelen        |             | FN          | 1 464        | 30,58        | 1 826       | 38,43       |
| 5                    | Jean-Benoît Delaporte |             | PCF         | 458          | 9,57         |             |             |
| 5                    | Mireille Olivier      |             | MRC         | 458          | 9,57         |             |             |
|                      |                       |             |             |              |              |             |             |
| Inscrits             | Inscrits              | Inscrits    | Inscrits    | 12 320       | 100,00       | 12 320      | 100,00      |
| Abstentions          | Abstentions           | Abstentions | Abstentions | 7 327        | 59,47        | 7 140       | 57,95       |
| Votants              | Votants               | Votants     | Votants     | 4 993        | 40,53        | 5 180       | 42,05       |
| Blancs               | Blancs                | Blancs      | Blancs      | 143          | 2,86         | 321         | 6,2         |
| Nuls                 | Nuls                  | Nuls        | Nuls        | 63           | 1,26         | 108         | 2,08        |
| Exprimés             | Exprimés              | Exprimés    | Exprimés    | 4 787        | 95,87        | 4 751       | 91,72       |
| * conseiller sortant |                       |             |             |              |              |             |             |

### Canton de Blois-2
| Candidats            | Candidats            | Partis      | Partis      | Premier tour | Premier tour | Second tour | Second tour |
| Candidats            | Candidats            | Partis      | Partis      | Voix         | %            | Voix        | %           |
| -------------------- | -------------------- | ----------- | ----------- | ------------ | ------------ | ----------- | ----------- |
| 1                    | Jean-Louis Berger    |             | FN          | 1 909        | 24,45        | 2 013       | 26,58       |
| 1                    | Christine Varneville |             | FN          | 1 909        | 24,45        | 2 013       | 26,58       |
| 2                    | Stéphane Baudu       |             | MoDem       | 2 971        | 38,05        | 5 559       | 73,42       |
| 2                    | Marie-Hélène Millet* |             | MoDem       | 2 971        | 38,05        | 5 559       | 73,42       |
| 3                    | Marie-Agnès Féret    |             | EÉLV        | 806          | 10,32        |             |             |
| 3                    | François Thiollet    |             | EÉLV        | 806          | 10,32        |             |             |
| 4                    | Alexis Bouchou       |             | PCF         | 390          | 4,99         |             |             |
| 4                    | Sarah Lallemand      |             | PCF         | 390          | 4,99         |             |             |
| 5                    | Céline Moreau        |             | PS          | 1 732        | 22,18        |             |             |
| 5                    | Joël Patin           |             | PS          | 1 732        | 22,18        |             |             |
|                      |                      |             |             |              |              |             |             |
| Inscrits             | Inscrits             | Inscrits    | Inscrits    | 16 352       | 100,00       | 16 352      | 100,00      |
| Abstentions          | Abstentions          | Abstentions | Abstentions | 8 190        | 50,09        | 8 135       | 49,75       |
| Votants              | Votants              | Votants     | Votants     | 8 162        | 49,91        | 8 217       | 50,25       |
| Blancs               | Blancs               | Blancs      | Blancs      | 278          | 3,41         | 471         | 5,73        |
| Nuls                 | Nuls                 | Nuls        | Nuls        | 76           | 0,93         | 174         | 2,12        |
| Exprimés             | Exprimés             | Exprimés    | Exprimés    | 7 808        | 95,66        | 7 572       | 92,15       |
| * conseiller sortant |                      |             |             |              |              |             |             |

### Canton de Blois-3
| Candidats            | Candidats          | Partis      | Partis      | Premier tour | Premier tour | Second tour | Second tour |
| Candidats            | Candidats          | Partis      | Partis      | Voix         | %            | Voix        | %           |
| -------------------- | ------------------ | ----------- | ----------- | ------------ | ------------ | ----------- | ----------- |
| 1                    | Patricia Fouquet   |             | PCF         | 425          | 5,38         |             |             |
| 1                    | Yves Olivier       |             | MRC         | 425          | 5,38         |             |             |
| 2                    | Michel Fromet*     |             | PS          | 2 011        | 25,44        | 4 283       | 58,35       |
| 2                    | Geneviève Repinçay |             | PS          | 2 011        | 25,44        | 4 283       | 58,35       |
| 3                    | Véronique Reineau  |             | UMP         | 1 902        | 24,06        |             |             |
| 3                    | Guy Vasseur        |             | UMP         | 1 902        | 24,06        |             |             |
| 4                    | Laurent Bras       |             | FN          | 2 191        | 27,72        | 3 057       | 41,65       |
| 4                    | Mathilde Paris     |             | FN          | 2 191        | 27,72        | 3 057       | 41,65       |
| 5                    | Christelle Ferré   |             | DVD         | 730          | 9,23         |             |             |
| 5                    | Éric Janvier       |             | DVD         | 730          | 9,23         |             |             |
| 6                    | Anne Martin        |             | EÉLV        | 646          | 8,17         |             |             |
| 6                    | Fabien Ravion      |             | EÉLV        | 646          | 8,17         |             |             |
|                      |                    |             |             |              |              |             |             |
| Inscrits             | Inscrits           | Inscrits    | Inscrits    | 15 672       | 100,00       | 15 693      | 100,00      |
| Abstentions          | Abstentions        | Abstentions | Abstentions | 7 425        | 47,38        | 7 315       | 46,61       |
| Votants              | Votants            | Votants     | Votants     | 8 247        | 52,62        | 8 378       | 53,39       |
| Blancs               | Blancs             | Blancs      | Blancs      | 242          | 2,93         | 809         | 9,66        |
| Nuls                 | Nuls               | Nuls        | Nuls        | 100          | 1,21         | 229         | 2,73        |
| Exprimés             | Exprimés           | Exprimés    | Exprimés    | 7 905        | 95,85        | 7 340       | 87,61       |
| * conseiller sortant |                    |             |             |              |              |             |             |

### Canton de Chambord
| Candidats            | Candidats          | Partis      | Partis      | Premier tour | Premier tour | Second tour | Second tour |
| Candidats            | Candidats          | Partis      | Partis      | Voix         | %            | Voix        | %           |
| -------------------- | ------------------ | ----------- | ----------- | ------------ | ------------ | ----------- | ----------- |
| 1                    | Évelyne Foucher    |             | UMP         | 2 847        | 28,13        | 3 362       | 31,21       |
| 1                    | Jean-Pierre Guémon |             | UMP         | 2 847        | 28,13        | 3 362       | 31,21       |
| 2                    | Yvelise Fourneau   |             | FN          | 3 143        | 31,05        | 3 182       | 29,54       |
| 2                    | Frédéric Sauger    |             | FN          | 3 143        | 31,05        | 3 182       | 29,54       |
| 3                    | Gilles Clément*    |             | PS          | 3 283        | 32,44        | 4 228       | 39,25       |
| 3                    | Patricia Hannon    |             | PS          | 3 283        | 32,44        | 4 228       | 39,25       |
| 4                    | Gaëlle Coquisart   |             | PCF         | 848          | 8,38         |             |             |
| 4                    | Olivier Morin      |             | PCF         | 848          | 8,38         |             |             |
|                      |                    |             |             |              |              |             |             |
| Inscrits             | Inscrits           | Inscrits    | Inscrits    | 19 543       | 100,00       | 19 543      | 100,00      |
| Abstentions          | Abstentions        | Abstentions | Abstentions | 8 941        | 45,75        | 8 357       | 42,76       |
| Votants              | Votants            | Votants     | Votants     | 10 602       | 54,25        | 11 186      | 57,24       |
| Blancs               | Blancs             | Blancs      | Blancs      | 326          | 3,07         | 320         | 2,86        |
| Nuls                 | Nuls               | Nuls        | Nuls        | 155          | 1,46         | 94          | 0,84        |
| Exprimés             | Exprimés           | Exprimés    | Exprimés    | 10 121       | 95,46        | 10 772      | 96,3        |
| * conseiller sortant |                    |             |             |              |              |             |             |

### Canton de Montoire-sur-le-Loir
| Candidats            | Candidats                  | Partis      | Partis      | Premier tour | Premier tour |
| Candidats            | Candidats                  | Partis      | Partis      | Voix         | %            |
| -------------------- | -------------------------- | ----------- | ----------- | ------------ | ------------ |
| 1                    | Thierry Benoist            |             | PS          | 1 608        | 16,84        |
| 1                    | Marie-Christine Sauvé      |             | PS          | 1 608        | 16,84        |
| 2                    | Michel Allard              |             | PCF         | 493          | 5,16         |
| 2                    | Gisèle Vedovati-Bruggemann |             | PCF         | 493          | 5,16         |
| 3                    | Odile Blanchard            |             | FN          | 2 421        | 25,35        |
| 3                    | Jean-Yves Narquin          |             | FN          | 2 421        | 25,35        |
| 4                    | Claire Foucher-Maupetit    |             | DVD         | 5 029        | 52,65        |
| 4                    | Maurice Leroy*             |             | UDI         | 5 029        | 52,65        |
|                      |                            |             |             |              |              |
| Inscrits             | Inscrits                   | Inscrits    | Inscrits    | 17 829       | 100,00       |
| Abstentions          | Abstentions                | Abstentions | Abstentions | 7 787        | 43,68        |
| Votants              | Votants                    | Votants     | Votants     | 10 042       | 56,32        |
| Blancs               | Blancs                     | Blancs      | Blancs      | 355          | 3,54         |
| Nuls                 | Nuls                       | Nuls        | Nuls        | 136          | 1,35         |
| Exprimés             | Exprimés                   | Exprimés    | Exprimés    | 9 551        | 95,11        |
| * conseiller sortant |                            |             |             |              |              |

### Canton de Montrichard
| Candidats            | Candidats            | Partis      | Partis      | Premier tour | Premier tour | Second tour | Second tour |
| Candidats            | Candidats            | Partis      | Partis      | Voix         | %            | Voix        | %           |
| -------------------- | -------------------- | ----------- | ----------- | ------------ | ------------ | ----------- | ----------- |
| 1                    | Dominique Chaumeil   |             | PCD         | 3 165        | 36,31        | 4 276       | 50,06       |
| 1                    | Jean-Marie Janssens* |             | UDI         | 3 165        | 36,31        | 4 276       | 50,06       |
| 2                    | Jean-Michel Mijéon   |             | PCF         | 739          | 8,48         |             |             |
| 2                    | Sylvie Osterreicher  |             | PCF         | 739          | 8,48         |             |             |
| 3                    | Jean-Luc Brault*     |             | DVD         | 3 132        | 35,93        | 4 265       | 49,94       |
| 3                    | Christine Olivier    |             | DVD         | 3 132        | 35,93        | 4 265       | 49,94       |
| 4                    | Caroline Debruyne    |             | FN          | 1 681        | 19,28        |             |             |
| 4                    | Gérard Lajoie        |             | FN          | 1 681        | 19,28        |             |             |
|                      |                      |             |             |              |              |             |             |
| Inscrits             | Inscrits             | Inscrits    | Inscrits    | 15 396       | 100,00       | 15 396      | 100,00      |
| Abstentions          | Abstentions          | Abstentions | Abstentions | 6 441        | 41,84        | 6 296       | 40,89       |
| Votants              | Votants              | Votants     | Votants     | 8 955        | 58,16        | 9 100       | 59,11       |
| Blancs               | Blancs               | Blancs      | Blancs      | 153          | 1,71         | 396         | 4,35        |
| Nuls                 | Nuls                 | Nuls        | Nuls        | 85           | 0,95         | 163         | 1,79        |
| Exprimés             | Exprimés             | Exprimés    | Exprimés    | 8 717        | 97,34        | 8 541       | 93,86       |
| * conseiller sortant |                      |             |             |              |              |             |             |

### Canton d'Onzain
| Candidats            | Candidats                 | Partis      | Partis      | Premier tour | Premier tour | Second tour | Second tour |
| Candidats            | Candidats                 | Partis      | Partis      | Voix         | %            | Voix        | %           |
| -------------------- | ------------------------- | ----------- | ----------- | ------------ | ------------ | ----------- | ----------- |
| 1                    | Monique Dupouy            |             | PCF         | 583          | 6,86         |             |             |
| 1                    | Fabien Le Bec             |             | PCF         | 583          | 6,86         |             |             |
| 2                    | Laëtitia Adam             |             | FN          | 2 575        | 30,30        | 2 490       | 27,34       |
| 2                    | Cédric Pelé               |             | FN          | 2 575        | 30,30        | 2 490       | 27,34       |
| 3                    | Catherine Lheritier       |             | UMP         | 2 792        | 32,85        | 3 524       | 38,69       |
| 3                    | Nicolas Perruchot         |             | UMP         | 2 792        | 32,85        | 3 524       | 38,69       |
| 4                    | Béatrice Amossé-Guettard* |             | PS          | 2 548        | 29,98        | 3 095       | 33,98       |
| 4                    | Yannick Sevrée            |             | PS          | 2 548        | 29,98        | 3 095       | 33,98       |
|                      |                           |             |             |              |              |             |             |
| Inscrits             | Inscrits                  | Inscrits    | Inscrits    | 15 669       | 100,00       | 15 669      | 100,00      |
| Abstentions          | Abstentions               | Abstentions | Abstentions | 6 743        | 43,03        | 6 224       | 39,72       |
| Votants              | Votants                   | Votants     | Votants     | 8 926        | 56,97        | 9 445       | 60,28       |
| Blancs               | Blancs                    | Blancs      | Blancs      | 296          | 3,32         | 251         | 2,66        |
| Nuls                 | Nuls                      | Nuls        | Nuls        | 132          | 1,48         | 85          | 0,9         |
| Exprimés             | Exprimés                  | Exprimés    | Exprimés    | 8 498        | 95,21        | 9 109       | 96,44       |
| * conseiller sortant |                           |             |             |              |              |             |             |

### Canton du Perche
| Candidats            | Candidats             | Partis      | Partis      | Premier tour | Premier tour | Second tour | Second tour |
| Candidats            | Candidats             | Partis      | Partis      | Voix         | %            | Voix        | %           |
| -------------------- | --------------------- | ----------- | ----------- | ------------ | ------------ | ----------- | ----------- |
| 1                    | Olivier Glorieux      |             | PS          | 1 293        | 14,31        |             |             |
| 1                    | Fanny Mazeaud         |             | PS          | 1 293        | 14,31        |             |             |
| 2                    | Florence Doucet       |             | UDI         | 4 122        | 45,63        | 5 814       | 65,96       |
| 2                    | Bernard Pillefer*     |             | DVD         | 4 122        | 45,63        | 5 814       | 65,96       |
| 3                    | Laurence Anchyse      |             | FN          | 2 730        | 30,22        | 3 001       | 34,04       |
| 3                    | Marc-Antoine Andréani |             | FN          | 2 730        | 30,22        | 3 001       | 34,04       |
| 4                    | Alexandra Maury       |             | PCF         | 476          | 5,27         |             |             |
| 4                    | André Ortega          |             | PCF         | 476          | 5,27         |             |             |
| 5                    | Colette Beauvais      |             | DVD         | 413          | 4,57         |             |             |
| 5                    | Jean-Luc Lanterne     |             | DVD         | 413          | 4,57         |             |             |
|                      |                       |             |             |              |              |             |             |
| Inscrits             | Inscrits              | Inscrits    | Inscrits    | 18 042       | 100,00       | 18 042      | 100,00      |
| Abstentions          | Abstentions           | Abstentions | Abstentions | 8 375        | 46,42        | 8 304       | 46,03       |
| Votants              | Votants               | Votants     | Votants     | 9 667        | 53,58        | 9 738       | 53,97       |
| Blancs               | Blancs                | Blancs      | Blancs      | 474          | 4,9          | 710         | 7,29        |
| Nuls                 | Nuls                  | Nuls        | Nuls        | 159          | 1,64         | 213         | 2,19        |
| Exprimés             | Exprimés              | Exprimés    | Exprimés    | 9 034        | 93,45        | 8 815       | 90,52       |
| * conseiller sortant |                       |             |             |              |              |             |             |

### Canton de Romorantin-Lanthenay
| Candidats            | Candidats                | Partis      | Partis      | Premier tour | Premier tour | Second tour | Second tour |
| Candidats            | Candidats                | Partis      | Partis      | Voix         | %            | Voix        | %           |
| -------------------- | ------------------------ | ----------- | ----------- | ------------ | ------------ | ----------- | ----------- |
| 1                    | Louis de Redon           |             | MoDem       | 2 210        | 31,8         | 3 520       | 52,38       |
| 1                    | Isabelle Hermsdorff      |             | UMP         | 2 210        | 31,8         | 3 520       | 52,38       |
| 2                    | François Gabillas        |             | FN          | 1 797        | 25,86        |             |             |
| 2                    | Katia Vacher             |             | FN          | 1 797        | 25,86        |             |             |
| 3                    | Jean-Claude Delanoue     |             | PCF         | 377          | 5,42         |             |             |
| 3                    | Marie-Andrée Mérancienne |             | PCF         | 377          | 5,42         |             |             |
| 4                    | Tania André*             |             | PS          | 2 341        | 33,68        | 3 200       | 47,62       |
| 4                    | Bruno Harnois            |             | DVG         | 2 341        | 33,68        | 3 200       | 47,62       |
| 5                    | Marilyne Corbeau         |             | DLF         | 225          | 3,24         |             |             |
| 5                    | Frédéric Fallourd        |             | DLF         | 225          | 3,24         |             |             |
|                      |                          |             |             |              |              |             |             |
| Inscrits             | Inscrits                 | Inscrits    | Inscrits    | 14 470       | 100,00       | 14 471      | 100,00      |
| Abstentions          | Abstentions              | Abstentions | Abstentions | 7 186        | 49,66        | 7 109       | 49,13       |
| Votants              | Votants                  | Votants     | Votants     | 7 284        | 50,34        | 7 362       | 50,87       |
| Blancs               | Blancs                   | Blancs      | Blancs      | 239          | 3,28         | 404         | 5,49        |
| Nuls                 | Nuls                     | Nuls        | Nuls        | 95           | 1,3          | 238         | 3,23        |
| Exprimés             | Exprimés                 | Exprimés    | Exprimés    | 6 950        | 95,41        | 6 720       | 91,28       |
| * conseiller sortant |                          |             |             |              |              |             |             |

### Canton de Saint-Aignan
| Candidats            | Candidats            | Partis      | Partis      | Premier tour | Premier tour | Second tour | Second tour |
| Candidats            | Candidats            | Partis      | Partis      | Voix         | %            | Voix        | %           |
| -------------------- | -------------------- | ----------- | ----------- | ------------ | ------------ | ----------- | ----------- |
| 1                    | Marie-Pierre Beau    |             | UDI         | 2 905        | 37,17        | 3 400       | 40,5        |
| 1                    | Philippe Sartori*    |             | UDI         | 2 905        | 37,17        | 3 400       | 40,5        |
| 2                    | Ander Courtier       |             | PCF         | 490          | 6,27         |             |             |
| 2                    | Bernadette Leménager |             | PCF         | 490          | 6,27         |             |             |
| 3                    | Françoise Plat       |             | DVG         | 2 242        | 28,69        | 2 756       | 32,83       |
| 3                    | Michel Trotignon     |             | DVG         | 2 242        | 28,69        | 2 756       | 32,83       |
| 4                    | Virginie Dupuy       |             | FN          | 2 178        | 27,87        | 2 240       | 26,68       |
| 4                    | Robert Limelette     |             | FN          | 2 178        | 27,87        | 2 240       | 26,68       |
|                      |                      |             |             |              |              |             |             |
| Inscrits             | Inscrits             | Inscrits    | Inscrits    | 14 405       | 100,00       | 14 396      | 100,00      |
| Abstentions          | Abstentions          | Abstentions | Abstentions | 6 204        | 43,07        | 5 625       | 39,07       |
| Votants              | Votants              | Votants     | Votants     | 8 201        | 56,93        | 8 771       | 60,93       |
| Blancs               | Blancs               | Blancs      | Blancs      | 250          | 3,05         | 255         | 2,91        |
| Nuls                 | Nuls                 | Nuls        | Nuls        | 136          | 1,66         | 120         | 1,37        |
| Exprimés             | Exprimés             | Exprimés    | Exprimés    | 7 815        | 95,29        | 8 396       | 95,72       |
| * conseiller sortant |                      |             |             |              |              |             |             |

### Canton de Selles-sur-Cher
| Candidats            | Candidats             | Partis      | Partis      | Premier tour | Premier tour | Second tour | Second tour |
| Candidats            | Candidats             | Partis      | Partis      | Voix         | %            | Voix        | %           |
| -------------------- | --------------------- | ----------- | ----------- | ------------ | ------------ | ----------- | ----------- |
| 1                    | Christina Brown       |             | UMP         | 1 464        | 18,39        | 3 927       | 53,96       |
| 1                    | Jacques Marier        |             | UMP         | 1 464        | 18,39        | 3 927       | 53,96       |
| 2                    | Christine Boitard     |             | UDI         | 1 350        | 16,96        |             |             |
| 2                    | Jean-Paul Pinon*      |             | UDI         | 1 350        | 16,96        |             |             |
| 3                    | Hubert de Pirey       |             | FN          | 2 626        | 32,99        | 3 351       | 46,04       |
| 3                    | Josette Mazoyer       |             | FN          | 2 626        | 32,99        | 3 351       | 46,04       |
| 4                    | Véronique Maulny      |             | PCF         | 449          | 5,64         |             |             |
| 4                    | Naïve Rodier          |             | PCF         | 449          | 5,64         |             |             |
| 5                    | Sylvie Messias-Baudat |             | PS          | 1 313        | 16,49        |             |             |
| 5                    | Christophe Thorin     |             | PS          | 1 313        | 16,49        |             |             |
| 6                    | Martine Latour        |             | DVD         | 758          | 9,52         |             |             |
| 6                    | Francis Monchet       |             | DVD         | 758          | 9,52         |             |             |
|                      |                       |             |             |              |              |             |             |
| Inscrits             | Inscrits              | Inscrits    | Inscrits    | 15 336       | 100,00       | 15 335      | 100,00      |
| Abstentions          | Abstentions           | Abstentions | Abstentions | 7 017        | 45,76        | 6 867       | 44,78       |
| Votants              | Votants               | Votants     | Votants     | 8 319        | 54,24        | 8 468       | 55,22       |
| Blancs               | Blancs                | Blancs      | Blancs      | 258          | 3,1          | 841         | 9,93        |
| Nuls                 | Nuls                  | Nuls        | Nuls        | 101          | 1,21         | 349         | 4,12        |
| Exprimés             | Exprimés              | Exprimés    | Exprimés    | 7 960        | 95,68        | 7 278       | 85,95       |
| * conseiller sortant |                       |             |             |              |              |             |             |

### Canton de la Sologne
| Candidats            | Candidats                  | Partis      | Partis      | Premier tour | Premier tour | Second tour | Second tour |
| Candidats            | Candidats                  | Partis      | Partis      | Voix         | %            | Voix        | %           |
| -------------------- | -------------------------- | ----------- | ----------- | ------------ | ------------ | ----------- | ----------- |
| 1                    | Pascal Goubert de Cauville |             | DVD         | 2 415        | 26,67        | 3 040       | 33,31       |
| 1                    | Agnès Thibault*            |             | DVD         | 2 415        | 26,67        | 3 040       | 33,31       |
| 2                    | Jean Bernard               |             | FN          | 2 267        | 25,04        | 2 210       | 24,21       |
| 2                    | Isabelle Chartier          |             | FN          | 2 267        | 25,04        | 2 210       | 24,21       |
| 3                    | Marc Jourdain              |             | PCF         | 822          | 9,08         |             |             |
| 3                    | Évelyne Neuhard            |             | PCF         | 822          | 9,08         |             |             |
| 4                    | Pascal Bioulac             |             | UMP         | 3 550        | 39,21        | 3 877       | 42,48       |
| 4                    | Isabelle Gasselin          |             | UMP         | 3 550        | 39,21        | 3 877       | 42,48       |
|                      |                            |             |             |              |              |             |             |
| Inscrits             | Inscrits                   | Inscrits    | Inscrits    | 17 631       | 100,00       | 17 631      | 100,00      |
| Abstentions          | Abstentions                | Abstentions | Abstentions | 8 133        | 46,13        | 8 038       | 45,59       |
| Votants              | Votants                    | Votants     | Votants     | 9 498        | 53,87        | 9 593       | 54,41       |
| Blancs               | Blancs                     | Blancs      | Blancs      | 321          | 3,38         | 325         | 3,39        |
| Nuls                 | Nuls                       | Nuls        | Nuls        | 123          | 1,3          | 141         | 1,47        |
| Exprimés             | Exprimés                   | Exprimés    | Exprimés    | 9 054        | 95,33        | 9 127       | 95,14       |
| * conseiller sortant |                            |             |             |              |              |             |             |

### Canton de Vendôme
| Candidats            | Candidats          | Partis      | Partis      | Premier tour | Premier tour | Second tour | Second tour |
| Candidats            | Candidats          | Partis      | Partis      | Voix         | %            | Voix        | %           |
| -------------------- | ------------------ | ----------- | ----------- | ------------ | ------------ | ----------- | ----------- |
| 1                    | Sylvie Barbeau     |             | FN          | 2 071        | 23,29        | 2 262       | 29,03       |
| 1                    | Renaud Grazioli    |             | FN          | 2 071        | 23,29        | 2 262       | 29,03       |
| 2                    | Charlotte Colas    |             | PS          | 1 652        | 18,58        |             |             |
| 2                    | Christophe Marion  |             | PS          | 1 652        | 18,58        |             |             |
| 3                    | Pascal Brindeau    |             | UDI         | 3 681        | 41,4         | 5 531       | 70,97       |
| 3                    | Monique Gibotteau* |             | UDI         | 3 681        | 41,4         | 5 531       | 70,97       |
| 4                    | Florent Grospart   |             | EÉLV        | 552          | 6,21         |             |             |
| 4                    | Brigitte Mélay     |             | EÉLV        | 552          | 6,21         |             |             |
| 5                    | Patrick Callu      |             | PCF         | 935          | 10,52        |             |             |
| 5                    | Agnès Lemoine      |             | PCF         | 935          | 10,52        |             |             |
|                      |                    |             |             |              |              |             |             |
| Inscrits             | Inscrits           | Inscrits    | Inscrits    | 17 078       | 100,00       | 17 080      | 100,00      |
| Abstentions          | Abstentions        | Abstentions | Abstentions | 7 791        | 45,62        | 7 971       | 46,67       |
| Votants              | Votants            | Votants     | Votants     | 9 287        | 54,38        | 9 109       | 53,33       |
| Blancs               | Blancs             | Blancs      | Blancs      | 282          | 3,04         | 979         | 10,75       |
| Nuls                 | Nuls               | Nuls        | Nuls        | 114          | 1,23         | 337         | 3,7         |
| Exprimés             | Exprimés           | Exprimés    | Exprimés    | 8 891        | 95,74        | 7 793       | 85,55       |
| * conseiller sortant |                    |             |             |              |              |             |             |

### Canton de Vineuil
| Candidats   | Candidats           | Partis      | Partis      | Premier tour | Premier tour | Second tour | Second tour |
| Candidats   | Candidats           | Partis      | Partis      | Voix         | %            | Voix        | %           |
| ----------- | ------------------- | ----------- | ----------- | ------------ | ------------ | ----------- | ----------- |
| 1           | Miguel de Peyrecave |             | FN          | 2 147        | 25,99        | 2 053       | 23,18       |
| 1           | Héléna Hayee        |             | FN          | 2 147        | 25,99        | 2 053       | 23,18       |
| 2           | Michel Contour      |             | PS          | 2 898        | 35,08        | 3 826       | 43,21       |
| 2           | Lionella Gallard    |             | PS          | 2 898        | 35,08        | 3 826       | 43,21       |
| 3           | Fabien Houiller     |             | PCF         | 364          | 4,41         |             |             |
| 3           | Liliane Kramrich    |             | PCF         | 364          | 4,41         |             |             |
| 4           | Patricia Fhima      |             | UDI         | 2 241        | 27,13        | 2 976       | 33,61       |
| 4           | Jean Ortheau        |             | UDI         | 2 241        | 27,13        | 2 976       | 33,61       |
| 5           | Thomas Prigent      |             | EÉLV        | 610          | 7,38         |             |             |
| 5           | Marie Robin         |             | EÉLV        | 610          | 7,38         |             |             |
|             |                     |             |             |              |              |             |             |
| Inscrits    | Inscrits            | Inscrits    | Inscrits    | 16 432       | 100,00       | 16 433      | 100,00      |
| Abstentions | Abstentions         | Abstentions | Abstentions | 7 899        | 48,07        | 7 303       | 44,44       |
| Votants     | Votants             | Votants     | Votants     | 8 533        | 51,93        | 9 130       | 55,56       |
| Blancs      | Blancs              | Blancs      | Blancs      | 176          | 2,06         | 212         | 2,32        |
| Nuls        | Nuls                | Nuls        | Nuls        | 97           | 1,14         | 63          | 0,69        |
| Exprimés    | Exprimés            | Exprimés    | Exprimés    | 8 260        | 96,8         | 8 855       | 96,99       |